# Ennomos brunneata
Ennomos brunneata är en fjärilsart som beskrevs av Edward Alfred Cockayne 1952. Ennomos brunneata ingår i släktet Ennomos och familjen mätare. Inga underarter finns listade i Catalogue of Life.